# 林可恩
林可恩（英語：Tuan Lin，1984年1月5日—），原名林佳媛，藝名可恩，因參加《le tea girls》選拔賽後出道，雖未獲得名次，但因外型亮麗，進而參與電視偶像劇《黑糖瑪奇朵》的演出。

## 作品

### 主持
- Channel V 
  - 《流行 in house》（助理主持）

### 戲劇
- 民視／衛視
  - 《黑糖瑪奇朵》（2007年）飾演女配角 可恩
- 公視
  - 《燃燒吧!機車》（2007年）

### 電視CF
- Letea奇異果茶（張韶涵主演）
- 奇异世界

## 外部連結
- le tea girls選拔賽
- 林可恩blog[永久]
- 伊美居傳播